# 노키아 6210

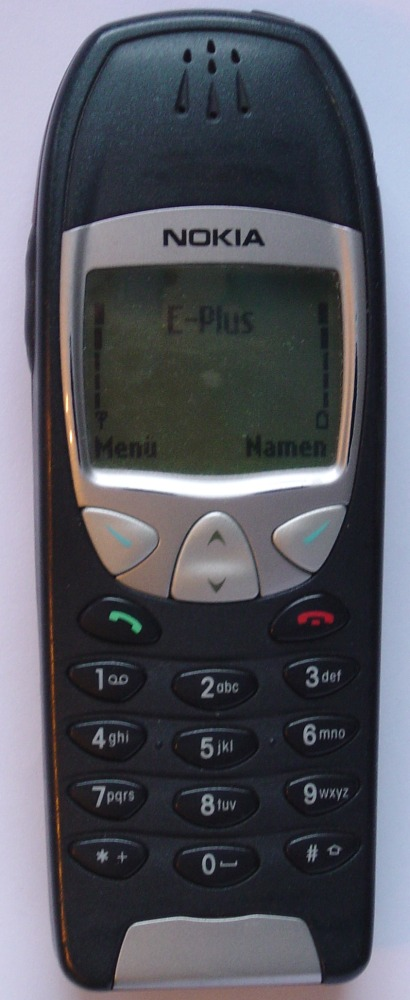
노키아 6210

노키아 6210(Nokia 6210)은 노키아에서 만든 휴대 전화이다. 노키아 6110의 뒤를 이어 2000년 2월 하노버에서 열린 세빗 박람회에서 소개되었다. 통화 및 SMS 메시징 외에도 알람 시계, HSCSD 모뎀, WAP 웹 클라이언트, 3가지 게임(스네이크 2, 쌍 II 및 반대), 계산기, 할 일 목록 응용 프로그램, 달력, 적외선 연결, 음성 녹음기 및 스톱워치. 노키아가 퍼스널 배지(Personal Badge)라고 부르는 키패드 아래의 플라스틱 디테일은 제거 가능하다. 한동안 노키아는 고객이 선택한 텍스트가 스크린 인쇄된 무료 프로모션 교체품을 보냈다.
6210에는 노키아 커넥티비티 팩(Connectivity Pack)을 통해 블루투스 기능이 추가될 수 있다. 이 팩에는 블루투스 어댑터와 안테나가 통합된 교체 배터리가 포함되어 있으며 일반적으로 배터리실에서 사용하지 않는 전기 접점을 통해 휴대폰과 연결되고 블루투스 연결을 위한 PCMCIA 어댑터가 있는 연결 카드가 포함되어 있다. 휴대용 컴퓨터로. 2000년 12월에는 블루투스가 아직 널리 보급되지 않았다. 연결 배터리는 별도로 구입할 수 있다. 기존 6210 소유자에게는 소프트웨어 업그레이드가 필요했다. 이런 식으로 업그레이드된 6210s은 블루투스 연결 기능을 갖춘 최초의 휴대폰이었다. 업그레이드 팩은 블루투스가 내장된 최초의 휴대폰이 출시되기 몇 달 전에 준비되었지만 출시 후 어느 정도까지는 출시되지 않았다.

## 같이 보기
- 노키아 6210 내비게이터